# Dzsómon-kor

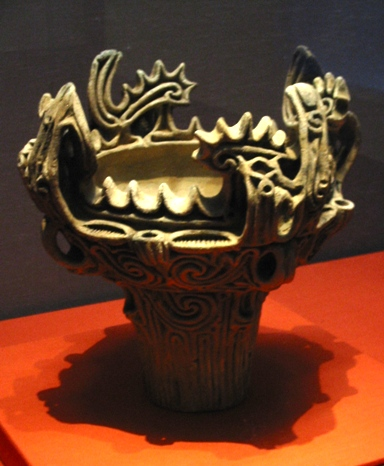
A „láng formájú cserépedény” a középső Dzsómon-korból

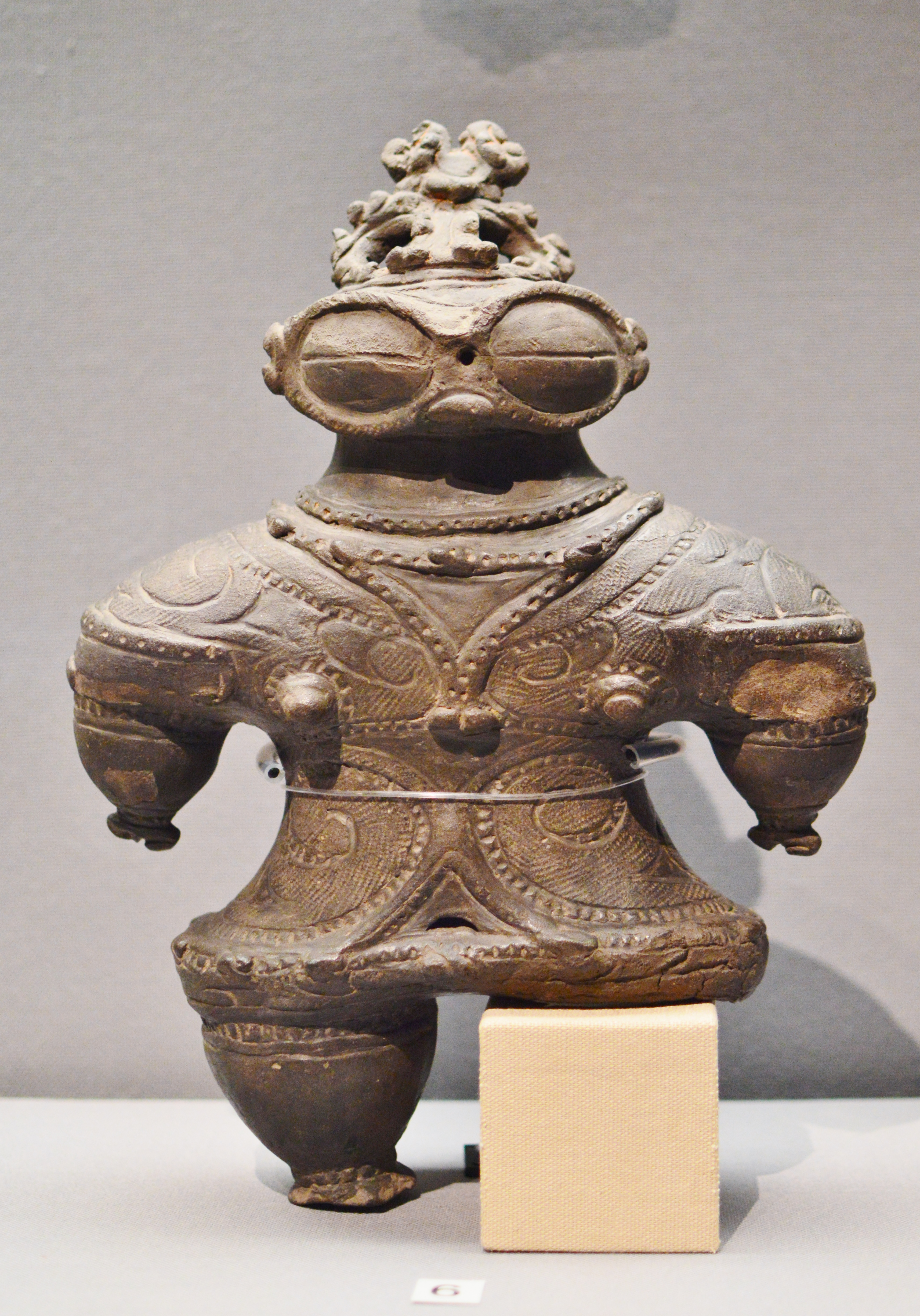
Dogú a Dzsómon-kor utolsó szakaszából

A Dzsómon-kor (縄文時代, Dzsómon dzsidai, Hepburn-átírással: Jōmon jidai) a mintegy 10 000 évig tartó csiszoltkő-korszak ideje a japán történelemben, kb. i. e. 300-ig. Zsinórmintás agyagedényeiről nevezik így: ezek némelyike több mint 12 000 éves, vagyis a legelsők a világon. Antropológiai kutatások szerint e korszak embere a mai japán nép közvetlen őse, aki földbe mélyített, fűvel-náddal fedett veremházban lakott, íjat, lándzsát, baltát, csonthorgot használt, gyűjtögető, halászó-vadászó életet élt, s gyönyörűen formált és díszített, embert és állatokat ábrázoló rituális agyagszobrocskák (dogú) ezreit hagyta hátra.

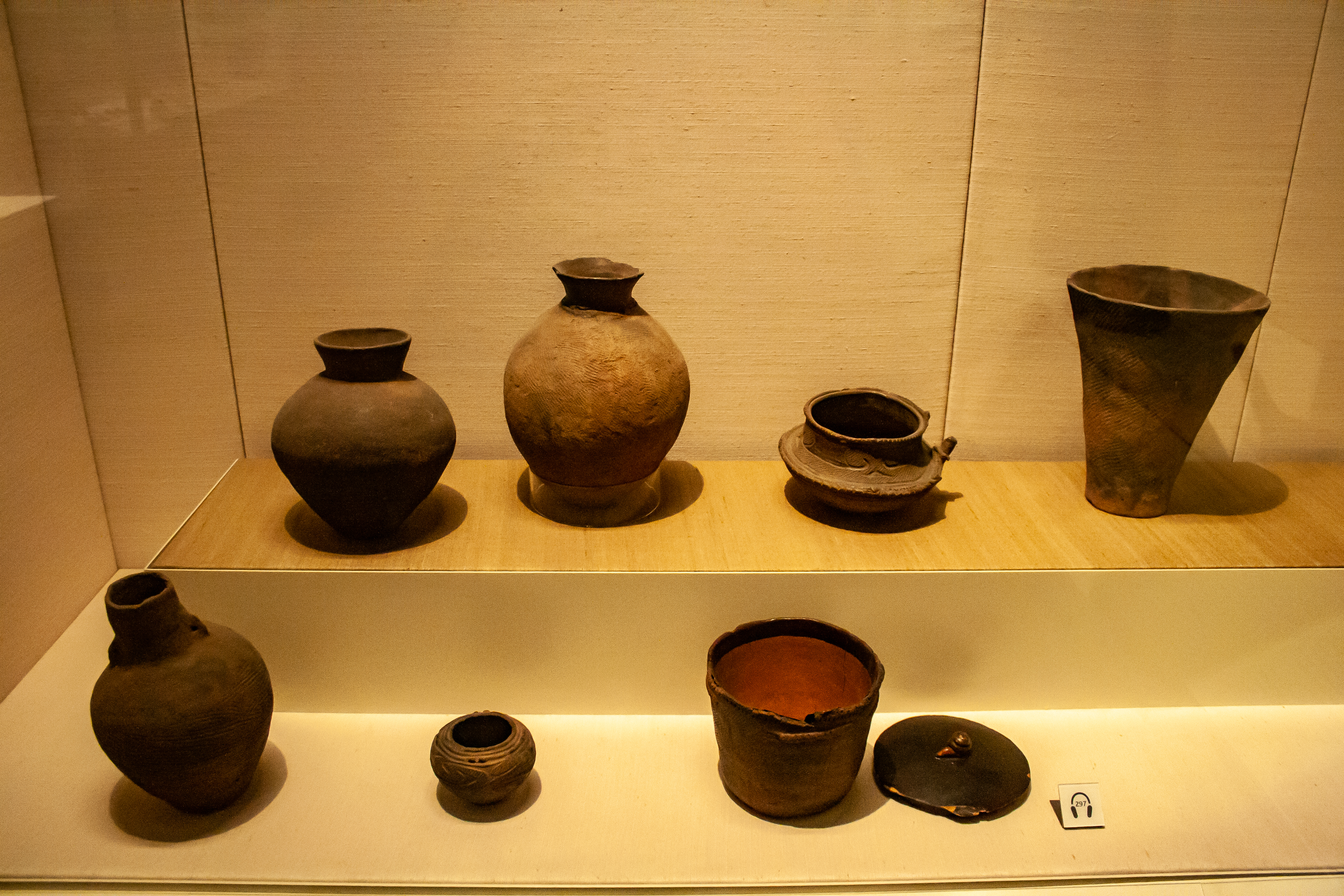
Dzsómon-kori zsinórmintás edények a British Museumban. Elöl középen egy i. e. 6000 körüli edény, amit a 19. század elején vízálló lakkal és aranyfüsttel béleltek ki, majd a teaceremóniákon használták víztartó edényként (mizusashi)